# Линейные корабли типа «Нагато»
«Нагато» (яп. 長門) — тип линейных кораблей японского императорского флота. Всего построено 2 единицы — «Нагато» (Nagato) и «Муцу» (Mutsu). Первые в мире быстроходные линкоры.

## История создания
Корабли типа «Нагато» являются первыми полностью спроектированными и построенными в Японии линкорами. Они создавались на основе концепции быстроходных линкоров.
Быстроходный линкор — такой же линкор как и супердредноут, но со скоростью 25 узлов и более, ко Второй мировой войне требование скорости увеличилось до 27 узлов, при этом многие корабли достигли 30 узлов. Первым из них был тип «Нагато» (европейцы не знали его истинные скоростные характеристики и поэтому считали первым быстроходным линкором «Дюнкерк») который развивал концепцию «Куин Элизабет» — быстрого крыла линейного флота. Характерной чертой их было что топливом являлся мазут, а не уголь. Это был последний тип линейного корабля, и эти корабли строились в течение 34 лет и служили дольше, чем любой другой тип линкора. Большинство быстроходных линкоров несли очень мощные зенитные батареи, главный калибр варьировался от 14" до 18,1", при этом 15" и 16" встречались наиболее часто. По сравнению с «Куин Элизабет» «Нагато» имел усиленные артиллерийское вооружение (410-мм орудия против 381-мм), горизонтальное бронирование и увеличенную скорость хода (26,5 узлов против 24 узлов). Корпус «Нагато» имел развитую систему противоторпедной защиты.
Заказ на постройку «Нагато» выдали 12 мая 1916 года, на «Муцу» 21 июля 1917 года.
Противоположная концепция быстроходному линкору это американский «стандартный линкор» с максимальной скоростью 21 узел.

## Конструкция

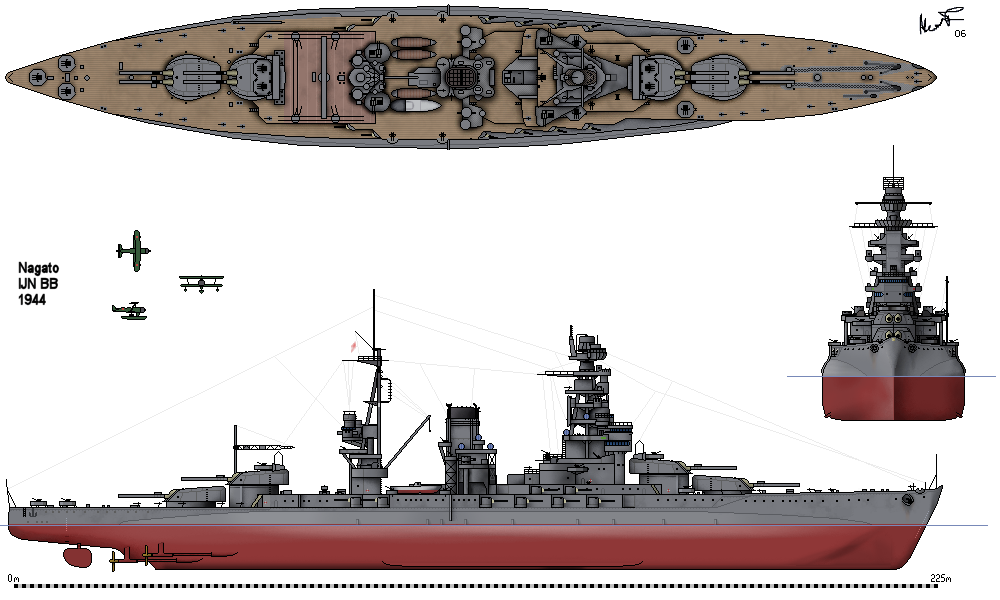
«Нагато», 1944 г. Схема.

Длина корпуса — 215,8 м, ширина — 29 м. Полное водоизмещение до модернизации — 38 500 тонн.

### Вооружение

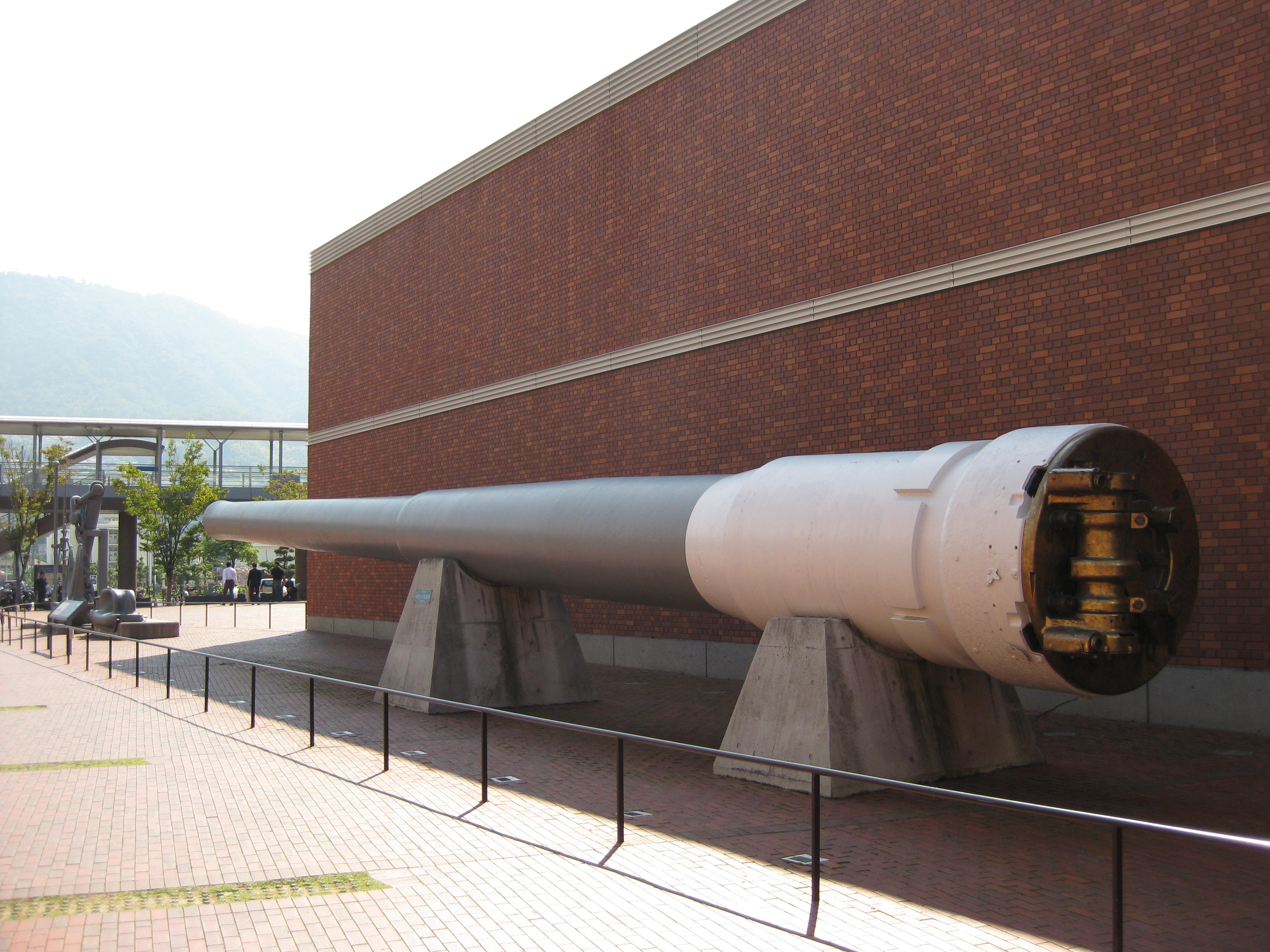
Орудие главного калибра «Муцу»

Отказ от средних башен ГК позволил разместить на корабле почти в 2 раза более мощную энергетическую установку, в отличие от линкоров типа «Исэ». Артиллерия главного калибра — восемь 410-мм пушек в четырёх башнях (по два орудия в башне). Две башни линейно-возвышено на носу корабля и две — на корме. 410-мм орудия являлись увеличенными версиями очень удачного британского 381-мм орудия Mk.I, угол возвышения составлял −5°/+30°. По характеристикам оно в целом превосходило 16-дюймовые орудия американского линкора типа Colorado и британского линкора типа Nelson. Дальность стрельбы 1021-кг снарядом составляла 163 кбт(30,2 км). Заряжание могло производиться при любом угле возвышения до 20°. Вспомогательный калибр — 20 140-мм орудий. Характерной чертой линкоров этого типа была высокая носовая надстройка (кому-то она казалась похожа на пагоду, кому-то на главную башню японского замка). В 1920 году один из кораблей «Нагато» на испытаниях легко показал ход в 26,7 узла — как у линейного крейсера. Таким образом, эти суда стали первыми представителями класса современных быстроходных линейных кораблей. Интересно, что высокую скорость линкоров «Нагато» удавалось скрывать вплоть до 1945 года, считали, что их максимальная скорость до модернизации была равна 23 узла.

### Бронирование
Схема бронирования: основной броневой пояс по ватерлинии наибольшей толщиной 305 мм — в районе погребов и машин в центральной части корпуса, утончается по краям до 100 мм. Верхний пояс толщиной 225 мм (150+50+25) проходил от главной до средней палубы. Нижний 152-мм подводный пояс закрывал среднюю часть корпуса. Главный пояс ограничивали вертикальные траверзы: носовой — толщиной 330 мм и кормовой толщиной — 250 мм. Горизонтальное бронирование включало две броневые палубы — 69 и 50 мм, а также дополнительную палубу полубака толщиной 25 мм, служившую крышей каземата противоминной артиллерии. То есть максимальная толщина горизонтальной брони — 145 мм.
Лобовая броня башен артиллерии главного калибра была толщиной 305 мм и располагалась под углом 40°. Борта башен были толщиной 229—190 мм. Задняя стена башни имела толщину 190 мм. Крыша — 127 мм.
Бронирование барбетов выполнялось по схеме: снаружи — 305 мм, борта — 305 мм, в местах, перекрываемых друг другом — 229 мм. Бронирование башен и барбетов выполнялось из стали VC.
Боевая рубка имела толщину боковых стенок 369 мм, крыши — 102 мм.
Корабли также использовали новую систему подводной защиты, которая успешно противостояла взрывам 200 кг (440 фунтов) тротила в натурных испытаниях.

### Энергетическая установка

#### Главная энергетическая установка
Энергетическая установка кораблей типа была четырёхвальной. Она принципиально не отличалась от типа «Исэ». Пар вырабатывали 21 паровых котла «Kampon»: 15 с нефтяным и шесть со смешанным отоплением. Рабочее давление котлов составляло 286 фунтов на квадратный дюйм. Мощность 80 000 л. с., а также некоторый рост длины корпуса, позволили поднять скорость до 26,5 узлов.

## Модернизации
В 1922 году на кораблях на носовую трубу установили козырьки для отвода газов, но должного эффекта это не принесло, и в 1923 году носовую трубу изогнули в сторону кормы. В 1927 году носовая часть «Муцу» была переделана, чтобы уменьшить брызгообразование.
С 1933 по 1936 год «Нагато» и «Муцу» прошли модернизацию. В ходе работ на кораблях установили бортовые противоторпедные були и кормовые наделки. Ширина корпуса возросла с 29 до 33 м. Полностью заменили главную энергетическую установку: вместо турбин с прямой передачей установили турбозубчатые агрегаты, поскольку новые паровые котлы занимали меньше места, от носовой дымовой трубы отказались. Также были установлены новые паровые котлы, имевшие чисто нефтяное отопление. Общий вес брони увеличился с 10396 до 13032 т (в основном усилено горизонтальное бронирование). В отличие от своих предшественников, на которых подобная замена сопровождалась заметным повышением мощности и скорости, мощность почти не возросла, а максимальная скорость упала с 26,7 до 25 узлов. Максимальный угол возвышения артиллерии главного калибра увеличился до 43°, а противоминной артиллерии — до 35°. Число 140-мм орудий было уменьшено с 20 до 18 и сняты все торпедные аппараты. Устаревшие 80-мм зенитные пушки заменены на 127-мм установки (4×2). Установлены двадцать 25-мм зенитных автоматов. Смонтирована катапульта для запуска гидросамолётов.
Стандартное водоизмещение после модернизации повысилось с 32 700 тонн до 39 200 тонн.

## Представители
| Название          | Место постройки         | Закладка        | Спуск на воду | Вступление в строй | Судьба                                                                               |
| ----------------- | ----------------------- | --------------- | ------------- | ------------------ | ------------------------------------------------------------------------------------ |
| Нагато (яп. 長門) | Арсенал флота, Куре     | 28 августа 1917 | 9 ноября 1919 | 25 ноября 1920     | Затонул 29 июля 1946 года как корабль-мишень в результате подводного атомного взрыва |
| Муцу (яп. 陸奥)   | Арсенал флота, Йокосука | 1 июня 1918     | 31 мая 1920   | 22 ноября 1921     | 8 июня 1943 года взорвался и затонул в Хиросимском заливе.                           |

## Служба
«Нагато»

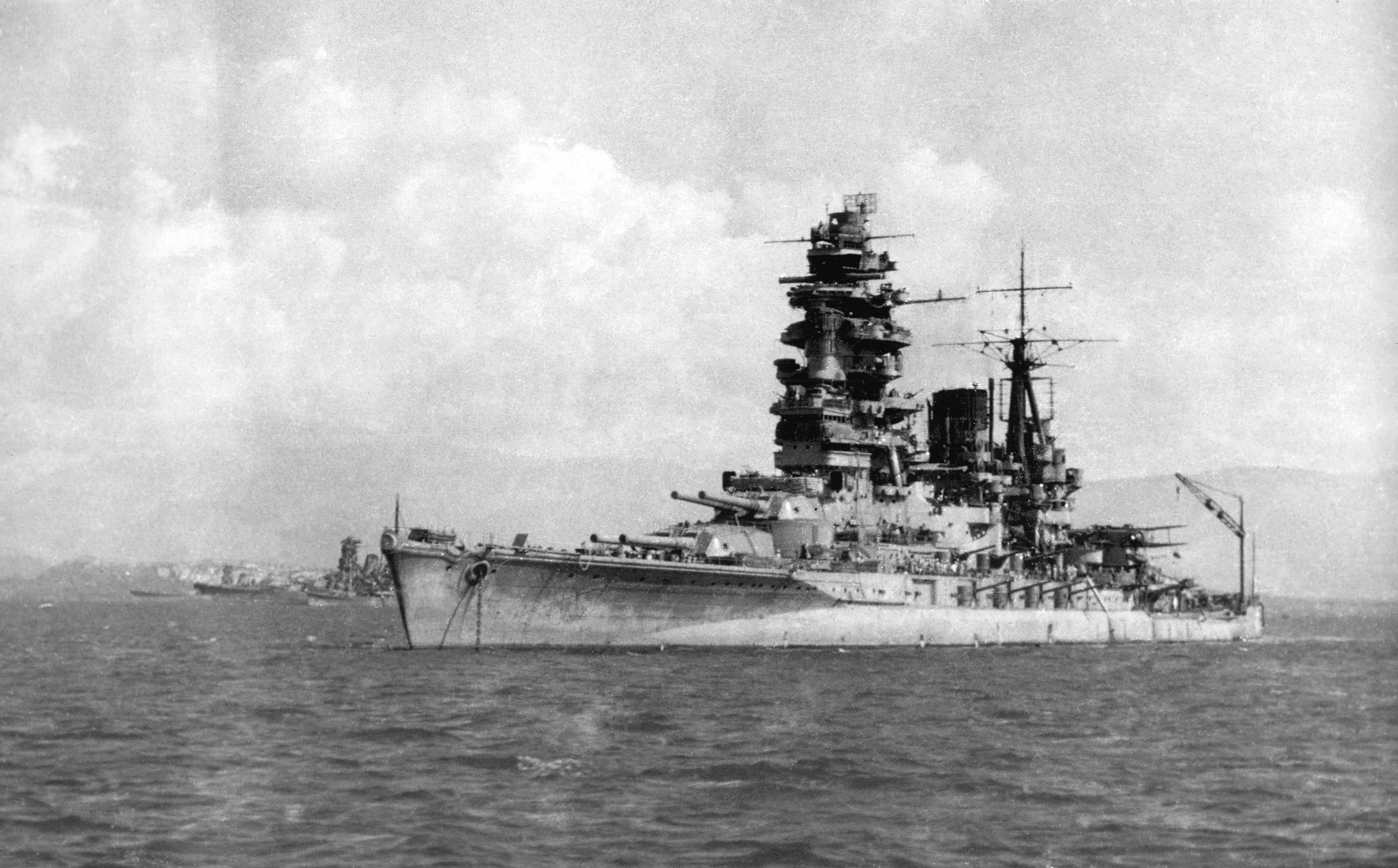
«Нагато» в 1944 году

С 1938 года флагман Объединённого флота, являлся участником нападения на Перл-Харбор. Принимал участие в сражениях у атолла Мидуэй и в заливе Лейте.
К концу войны линкор был в небоеспособном состоянии и находился в Йокосуке.
Во время испытаний ядерного оружия у Атолла Бикини использовался как корабль-цель. 29 июля 1946 года во время второго испытания затонул.
«Муцу»
В битве у атолла Мидуэй линкор входил в главные силы эскадры адмирала Ямамото, но активных действий не предпринимал.
Участвовал в сражении у Восточных Соломоновых островов.
8 июня 1943 года в Хиросимском заливе на «Муцу» произошёл взрыв погребов кормовых башен. Основной причиной взрыва является, скорее всего, халатность экипажа. После взрыва корабль разломился на две части и затонул. Из 1474 членов экипажа «Муцу» удалось спасти 353 человека.
В июле 1944 года японцам удалось откачать с «Муцу» 580 тонн топлива, В 1970—1972 гг. ряд предметов (якоря, орудийные стволы и пр.), кормовая башня ГК , а затем носовая часть линкора были подняты на поверхность.

## Оценка проекта
В момент вступления в строй это были сильнейшие линкоры и ни один корабль в мире не мог сравниться с ними таким сочетанием скорости, брони и мощи залпа.
| Сравнительные характеристики капитальных кораблей, заложенных в 1912—1917 годах | Сравнительные характеристики капитальных кораблей, заложенных в 1912—1917 годах | Сравнительные характеристики капитальных кораблей, заложенных в 1912—1917 годах | Сравнительные характеристики капитальных кораблей, заложенных в 1912—1917 годах | Сравнительные характеристики капитальных кораблей, заложенных в 1912—1917 годах | Сравнительные характеристики капитальных кораблей, заложенных в 1912—1917 годах | Сравнительные характеристики капитальных кораблей, заложенных в 1912—1917 годах | Сравнительные характеристики капитальных кораблей, заложенных в 1912—1917 годах | Сравнительные характеристики капитальных кораблей, заложенных в 1912—1917 годах | Сравнительные характеристики капитальных кораблей, заложенных в 1912—1917 годах |
| ------------------------------------------------------------------------------- | ------------------------------------------------------------------------------- | ------------------------------------------------------------------------------- | ------------------------------------------------------------------------------- | ------------------------------------------------------------------------------- | ------------------------------------------------------------------------------- | ------------------------------------------------------------------------------- | ------------------------------------------------------------------------------- | ------------------------------------------------------------------------------- | ------------------------------------------------------------------------------- |
|                                                                                 | «Ринаун»                                                                        | «Худ»                                                                           | «Макензен»                                                                      | «Эрзац Йорк»                                                                    | «Куин Элизабет»                                                                 | «Байерн»                                                                        | «Исэ»                                                                           | «Нагато»                                                                        | «Теннесси»                                                                      |
| Класс                                                                           | линейный крейсер                                                                | линейный крейсер                                                                | линейный крейсер                                                                | линейный крейсер                                                                | линкор                                                                          | линкор                                                                          | линкор                                                                          | линкор                                                                          | линкор                                                                          |
| Год закладки                                                                    | 1915                                                                            | 1916                                                                            | 1914                                                                            | 1916                                                                            | 1912                                                                            | 1914                                                                            | 1915                                                                            | 1917                                                                            | 1917                                                                            |
| Год ввода в строй                                                               | 1916                                                                            | 1920                                                                            | —                                                                               | —                                                                               | 1915                                                                            | 1916                                                                            | 1917                                                                            | 1920                                                                            | 1920                                                                            |
| Стоимость                                                                       |                                                                                 |                                                                                 | 66 млн марок                                                                    | 75 млн марок                                                                    |                                                                                 | 49 млн марок                                                                    |                                                                                 |                                                                                 |                                                                                 |
| Водоизмещение нормальное, т                                                     |                                                                                 |                                                                                 | 31 000                                                                          | 33 500                                                                          | 27 885                                                                          | 28 530                                                                          | 31 260                                                                          | 34 273,2                                                                        | 32 817                                                                          |
| Полное, т                                                                       | 31 266,7                                                                        | 45 832,8                                                                        | 35 300                                                                          | 38 000                                                                          | 31 941                                                                          | 32 200                                                                          | 36 500                                                                          | 39 039                                                                          | 33 721                                                                          |
| Номинальная мощность СУ, л. с.                                                  | 112 000                                                                         | 144 000                                                                         | 90 000                                                                          | 90 000                                                                          | 56 000                                                                          | 35 000                                                                          | 45 000                                                                          | 80 000                                                                          | 28 900                                                                          |
| Скорость, узлы                                                                  | 30                                                                              | 31                                                                              | 28                                                                              | 27,3                                                                            | 23                                                                              | 22                                                                              | 23                                                                              | 26,5                                                                            | 21                                                                              |
| Дальность, миль (на скорости, узлы)                                             | 3650 (10)                                                                       | 7500 (14)                                                                       | 8000 (14)                                                                       | 5500 (14)                                                                       | 4500 (10)                                                                       | 5000 (12)                                                                       | 9860 (14)                                                                       | 5500 (16)                                                                       | 8000 (10)                                                                       |
| Бронирование, мм                                                                |                                                                                 |                                                                                 |                                                                                 |                                                                                 |                                                                                 |                                                                                 |                                                                                 |                                                                                 |                                                                                 |
| Пояс                                                                            | 152                                                                             | 305                                                                             | 300                                                                             | 300                                                                             | 330                                                                             | 350                                                                             | 305                                                                             | 305                                                                             | 343                                                                             |
| Башни, лоб                                                                      | 280                                                                             | 380                                                                             | 300                                                                             | 300                                                                             | 330                                                                             | 350                                                                             | 305                                                                             | 356                                                                             | 406                                                                             |
| Барбеты                                                                         | 179                                                                             | 305                                                                             | 300                                                                             | 300                                                                             | 254                                                                             | 350                                                                             | 305                                                                             | 305                                                                             | 330                                                                             |
| Рубка                                                                           | 254                                                                             | 280                                                                             | 350                                                                             | 300                                                                             | 280                                                                             | 350                                                                             | 305                                                                             | 370                                                                             | 406                                                                             |
| Палуба                                                                          | 75—25                                                                           | 100—50                                                                          | 100—50                                                                          | 100—50                                                                          |                                                                                 | 100—60                                                                          | 76—32                                                                           | 69+50                                                                           | 89+25                                                                           |
| Вооружение                                                                      |                                                                                 |                                                                                 |                                                                                 |                                                                                 |                                                                                 |                                                                                 |                                                                                 |                                                                                 |                                                                                 |
| Главный калибр                                                                  | 3×2×381 мм/42                                                                   | 4×2×381 мм/42                                                                   | 4×2×350 мм/45                                                                   | 4×2×380 мм/45                                                                   | 4×2×381 мм/42                                                                   | 4×2×380 мм/45                                                                   | 6×2×356 мм/45                                                                   | 4×2×410 мм/45                                                                   | 4×3×356 мм/50                                                                   |
| Вспомогательный                                                                 | 17×102 мм/44 2×76 мм                                                            | 12×140 мм/50 4×102 мм/45 4×47 мм                                                | 12×150 мм/45 8×88 мм/45                                                         | 12×150 мм/45 8×88 мм/45                                                         | 16×152 мм/45 2×76 мм                                                            | 16×150 мм/45 2×88 мм/45                                                         | 20×140 мм/50 4×76 мм                                                            | 20×140 мм/50 4×76 мм                                                            | 14×127 мм/51 4×76,2 мм                                                          |
| Торпедное вооружение                                                            | 2×533 мм ТА                                                                     | 6×533 мм ТА                                                                     | 5×600 мм ТА                                                                     | 3×600 мм ТА                                                                     | 4×533 мм ТА                                                                     | 5×600 мм ТА                                                                     | 6×533 мм ТА                                                                     | 8×533 мм ТА                                                                     | 2×533 мм ТА                                                                     |

| Характеристики главного калибра линкоров межвоенного периода | Характеристики главного калибра линкоров межвоенного периода | Характеристики главного калибра линкоров межвоенного периода | Характеристики главного калибра линкоров межвоенного периода | Характеристики главного калибра линкоров межвоенного периода |
| Орудие                                                       | 15″/42 Mark I                                                | 16″/45 Mark I                                                | 16″/45 Mark 1                                                | 41 см/45 Type 03                                             |
| ------------------------------------------------------------ | ------------------------------------------------------------ | ------------------------------------------------------------ | ------------------------------------------------------------ | ------------------------------------------------------------ |
| Страна                                                       | Великобритания                                               | Великобритания                                               | США                                                          | Япония                                                       |
| Калибр, мм                                                   | 381                                                          | 406                                                          | 406                                                          | 410                                                          |
| Длина ствола, калибров                                       | 42                                                           | 45                                                           | 45                                                           | 45                                                           |
| Год разработки                                               | 1912                                                         | 1922                                                         | 1917                                                         | 1914                                                         |
| Год принятия на вооружение                                   | 1915                                                         | 1927                                                         | 1921                                                         | 1921                                                         |
| Корабль                                                      | «Ривендж»                                                    | «Нельсон»                                                    | «Колорадо»                                                   | «Нагато»                                                     |
| Масса ствола, т                                              | 101,6                                                        | 109,7                                                        | 107,0                                                        | 101,6                                                        |
| Тип скрепления ствола                                        | проволокой                                                   | проволокой                                                   | цилиндрами                                                   | проволокой                                                   |
| Живучесть ствола, выстрелов                                  | 335                                                          | 200—250                                                      | 320                                                          | 250—300                                                      |
| Масса бронебойного снаряда, кг                               | 879                                                          | 929                                                          | 952                                                          | 1000                                                         |
| Начальная скорость снаряда, м/с                              | 732—785                                                      | 788—797                                                      | 790—792                                                      | 790                                                          |
| Максимальная дальность, км                                   | 33,38                                                        | 37,4—38,1                                                    | 31,36                                                        | 38,72                                                        |
| Бронепробиваемость (мм) на дальности (км)                    |                                                              |                                                              |                                                              |                                                              |
| борт (0 км)                                                  | 687                                                          |                                                              |                                                              |                                                              |
| борт (9,144 км)                                              | 422                                                          |                                                              |                                                              |                                                              |
| борт (13,716 км)                                             | 353                                                          | 366                                                          |                                                              |                                                              |
| палуба (22,86 км)                                            | 121                                                          | 99                                                           |                                                              |                                                              |
| палуба (27,43 км)                                            | 145                                                          | 130                                                          |                                                              |                                                              |

Линкоры типов «Колорадо», «Нагато» и «Нельсон», в силу обстоятельств, надолго стали сильнейшими линкорами своих флотов.
| Сравнительные ТТХ линкоров.                                  |                           |               |                        |
| характеристики                                               | «Колорадо»                | «Нагато»      | «Нельсон»              |
| Страна                                                       | Соединённые Штаты Америки | Япония        | Великобритания         |
| год ввода в строй                                            | 1923                      | 1921          | 1927                   |
| размерения Д×Ш×О                                             | 190,2×29,7×9,2            | 213,4×29×9,1  | 216,6×32,3×8,6         |
| Водоизмещение стандартное, т                                 |                           |               | 35 560                 |
| Водоизмещение нормальное, т                                  | 33 123                    | 33 800        | 36 657                 |
| Водоизмещение полное, т                                      | 34 129                    | 38 500        | 38 873                 |
| Артиллерия главного калибра                                  | 4×2×406-мм/45             | 4×2×406-мм/45 | 3×3×406-мм/45          |
| Вспомогательная артиллерия                                   | 12×127-мм/51              | 20×140-мм/50  | 6×2×152-мм/45          |
| Зенитная артиллерия                                          | 4×76-мм/50                | 4×78-мм/40    | 6×120-мм/50 8×40-мм/40 |
| Торпедные аппараты                                           | 2                         | 8             | 2                      |
| Главный броневой пояс, мм.                                   | 343                       | 305           | 356-330                |
| Бронирование палубы, мм                                      | 89+37                     | 69+50         | 159-95                 |
| Бронирование башен ГК — лоб/борт/крыша, мм.                  | 457/254/127               | 305/230/127   | 406/279/184            |
| Барбеты башен ГК, мм.                                        | 330                       | 305           | 381                    |
| Бронирование боевой рубки — стенки/крыша, мм                 | 406/203                   | 369/108       | 356/165                |
| Противоторпедная защита — тротиловый эквивалент, кг (фунтов) | 181 (400)                 | 200 (440)     | 340 (750)              |
| Энергетическая установка, л. с. (скорость, узлы)             | 28 900 (21)               | 80 000 (26,5) | 45 000 (23)            |